# Magó (escriptor)
Magó va ser un escriptor sobre temes agrícoles cartaginès, en idioma púnic el qual és un registre sobre els coneixements agrícoles de Cartago. El text púnic s'ha perdut però romanen fragments en grec i llatí.
Magó va dividir la seva obra en 28 llibres i parcialment està basada en escrits grecs antics però incorpora tradicions i pràctiques nord-africanes i fenícies. Luci Juni Moderat Columel·la en fa un resum en De Agricultura.
Després de la destrucció de Cartago per Roma les biblioteques cartagineses van ser donades als reis de Numídia. Únicament el llibre de Magó va ser portat a Roma. Va ser adaptat al grec per Cassius Dionisius i traduït al llatí per Decimus Silanus, aquest a expenses del Senat de Roma.
Extractes d'aquestes traduccions sobreviuen en autors sobre agricultura com Varró, Luci Juni Moderat Columel·la, Plini el Vell i Gargilius Martialis.